# أندرو وود
أندرو وود (بالإنجليزية: Andrew Wood)‏ هو دبلوماسي بريطاني، ولد في 2 يناير 1940 في جبل طارق في المملكة المتحدة.